# 山内美加
山内 美加（やまうち みか、現姓：藤本（ふじもと）、1969年10月7日 - ）は、日本の元女子バレーボール選手。

## 来歴
秋田県由利郡大内町（現由利本荘市）出身。秋田県立由利高等学校卒業後、1988年ダイエーバレーボール部に入部。徐々にレギュラーに定着し、1990年代に入ってチームの上昇と共に注目を集め、1995年第1回Vリーグでは、ダイエー悲願の初優勝に大きく貢献した。
1990年代、世界で主流になってきたバックアタックを、日本人で打ちこなせる選手がほとんどいない中、当時の監督アリー・セリンジャーがパワフルなスパイクを打つ彼女の素質と適性を見抜き、計画的なトレーニングを行った結果、最高到達点317cmという当時の日本人女子選手最高の高さを身につけるとともに、バックアタッカーとして開花し日本のエースへ成長した。欧米流のブロードジャンプに整ったフォームから、レフト、ライト、センターどこからでもバックアタックを打つことができた。
1997年に結婚し現役引退。同年10月10日、グリーンスタジアム神戸で行われた「オレンジアタッカーズファン感謝DAY」において、引退セレモニーが行われた。
引退後はバレーボールの解説やバレー教室の指導者として活動している傍ら、2019年ごろから、徳島県松茂町総合体育館で職員として勤務し、バレーボール教室も行っている。

## 人物・エピソード
- 1995年4月11日にダイエーと国内[3]プロ契約第1号を締結している。契約金はなく、年俸はミレヤ・ルイスなどの外国人選手なみと発表された[4]。
- 夫は元プロ野球選手（オリックス）の藤本俊彦[5]。ふたりの娘の母となり、ふたりともバスケットボール選手となった。次女の藤本愛瑚はJX-ENEOSサンフラワーズでプレーしており[6]、長女の藤本愛妃もユニバーシアード日本代表として2017年ユニバーシアード台北大会で銀メダルを獲得した[6]。

## 球歴
- 全日本代表 - 1992-1996年
- 全日本代表としての主な国際大会出場歴
  - オリンピック - 1992年、1996年
  - 世界選手権 - 1994年
  - ワールドカップ - 1995年

## 受賞歴
- 1991年 - 第25回日本リーグ 猛打賞、ベスト6
- 1992年 - 第26回日本リーグ 猛打賞、ベスト6
- 1992年 - 第41回黒鷲旗 黒鷲賞（最高殊勲選手）、ベスト6
- 1993年 - 第27回日本リーグ 敢闘賞、ベスト6
- 1994年 - 第43回黒鷲旗 敢闘賞、ベスト6
- 1995年 - 第44回黒鷲旗 ベスト6

## 所属チーム
- 大内町立出羽中学校
- 秋田県立由利高等学校
- ダイエーオレンジアタッカーズ（1988-1997年）

## 写真集
- Mika 1988-1997 山内美加写真集（1997/04 日本文化出版）ISBN 4890840184